# فلكس (نموذج توليد الصور من النص)
فلكس (بالإنجليزية: Flux) (المعروف أيضًا باسم فلكس.1) هو نموذج تحويل النص إلى صورة تم تطويره بواسطة مختبرات الغابة السوداء، ومقره في فرايبورغ إم برايسغاو، ألمانيا. تأسست شركة مختبرات الغابة السوداء على يد موظفين سابقين في شركة ستابيليتي أيه آي. كما هو الحال مع نماذج تحويل النص إلى صورة الأخرى، يقوم فلكس بإنشاء صور من أوصاف اللغة الطبيعية، والتي تسمى المطالبات.

## التاريخ
تأسست شركة مختبرات الغابة السوداء في عام 2024 على يد روبن رومباتش وأندرياس بلاتمان وباتريك إيسر، وهم موظفون سابقون في شركة ستابيليتي أيه آي. كان المؤسسون الثلاثة قد أجروا أبحاثًا سابقة حول توليد الصور بالذكاء الاصطناعي في جامعة لودفيج ماكسيميليان في ميونيخ كمساعدين بحثيين تحت إشراف بيورن أومر. لقد نشروا نتائج أبحاثهم حول توليد الصور في عام 2022، والتي أسفرت عن إنشاء انتشار مستقر. ومن بين المستثمرين في مختبرات الغابة السوداء شركة رأس المال الاستثماري أندريسن هورويتز ‏، وبريندان إيريبي ‏، ومايكل أوفيتز ‏، وغاري تان، وفلادلين كولتون ‏. حصلت الشركة على استثمار أولي بقيمة 31 مليون دولار أمريكي.
في أغسطس 2024، تم دمج فلكس في روبوت المحادثة غروك الذي طورته شركة إكس أيه آي وتم توفيره كجزء من ميزة مميزة على إكس (المعروف سابقًا باسم تويتر). تحولت شركة غروك لاحقًا إلى نموذجها الخاص لتحويل النص إلى صورة غروك في ديسمبر 2024.
في 18 نوفمبر 2024، أعلنت شركة مسترال أيه آي أن روبوت المحادثة لو شات الخاص بها قد قام بدمج فلكس برو كنموذج لتوليد الصور.
في 21 نوفمبر 2024، أعلنت مختبرات الغابة السوداء عن إصدار فلكس.1 تولز، وهي مجموعة من أدوات التحرير المصممة لاستخدامها فوق نماذج فلكس الحالية. الأدوات المكونة من فلكس.1 فيل للرسم الداخلي والخارجي، وفلكس.1 ديبث للتحكم استنادًا إلى خريطة العمق ‏ المستخرجة من صور الإدخال والمطالبات، وفلكس.1 كاني للتحكم استنادًا إلى حواف كاني ‏ المستخرجة من صور الإدخال والمطالبات، وفلكس.1 ريدوكس لخلط صور الإدخال والمطالبات الموجودة. تتوفر كل الأدوات في إصدارين ديف وبرو.
في يناير 2025، أعلنت مختبرات الغابة السوداء عن شراكة مع إنفيديا لإدراج نماذج فلكس كنماذج أساسية للهندسة المعمارية الدقيقة بلاكويل من إنفيديا. وأعلنت الشركة أيضًا عن إصدار واجهة برمجة تطبيقات ضبط دقيق لفلكس برو، المصمم لتخصيص وضبط الصور التي تم إنشاؤها بواسطة فلكس، والشراكة مع شركة الوسائط الألمانية هوبرت بوردا ميديا [الإنجليزية] لاستخدام فلكس برو كجزء من إنشاء المحتوى.

## النماذج
فلكس عبارة عن سلسلة من نماذج تحويل النص إلى صورة. تعتمد النماذج على كتل محول التدفق المعدلة التي تم قياسها إلى 12 مليار معلمة. يتم إصدار النماذج بموجب تراخيص مختلفة مع إصدار شنيل كبرنامج مفتوح المصدر بموجب ترخيص أباتشي، وإصدار ديف كبرنامج متاح للمصدر بموجب ترخيص غير تجاري، وإصدار برو كبرنامج خاص ومتاح فقط كواجهة برمجة تطبيقات يمكن ترخيصها من قبل مستخدمين تابعين لجهات خارجية. احتفظ المستخدمون بملكية الناتج الناتج بغض النظر عن النماذج المستخدمة.
يمكن استخدام النماذج إما عبر الإنترنت أو محليًا باستخدام واجهات مستخدم الذكاء الاصطناعي التوليدية مثل واجهة مستخدم مريحة ‏ وإنشاء واجهة مستخدم ويب مستقرة الانتشار (تفرغ معدل من أوتوماتيكي1111 واجهة المستخدم على الويب).
تم إصدار نموذج رائد محسّن، فلكس 1.1 برو، في 2 أكتوبر 2024. تم إضافة وضعين إضافيين في 6 نوفمبر، الوضع ألترا الذي يمكنه إنشاء صورة بدقة أعلى بأربع مرات وما يصل إلى 4 ميجابكسل دون التأثير على سرعة التوليد والوضع الخام الذي يمكنه إنشاء صورة واقعية للغاية بأسلوب التصوير الفوتوغرافي العفوي ‏.
يتعلق بـ فلكس نموذج تحويل النص إلى فيديو سوتا، وهو قيد التطوير اعتبارًا من ديسمبر 2024.

## الاستقبال
وفقًا للاختبار الذي أجرته آرس تكنيكا، فإن المخرجات التي تم إنشاؤها بواسطة فلكس.1 ديف وفلكس.1 برو قابلة للمقارنة مع دال-إي 3 من حيث الدقة السريعة، مع تطابق الواقعية الفوتوغرافية بشكل وثيق مع ميدجورني 6 وتم إنشاؤها بأيدي بشرية مع مزيد من الاتساق مقارنة بالنماذج السابقة مثل انتشار مستقر إكس إل.
لقد تعرض فلكس لانتقادات بسبب الصور المولدة الواقعية للغاية. وفقًا لتقارير وسائل الإعلام، تراوحت الصور من صورة لدونالد ترامب وهو يحمل أسلحة إلى مشاهد مزعجة، مما أثار مناقشات حول الآثار الأخلاقية للتكنولوجيات التي طورتها مختبرات الغابة السوداء.
بعد إصدار النموذج، غمرت منصة التواصل الاجتماعي X بالصور التي تم إنشاؤها بواسطة فلكس. لم تقدم شركة مختبرات الغابة السوداء تفاصيل دقيقة للبيانات المستخدمة لتدريب النموذج. اشتبهت آرس تكنيكا في أن فلكس يعتمد على مجموعة كبيرة غير مصرح بها من الصور التي تم جمعها من الإنترنت، وهي ممارسة مثيرة للجدل ذات عواقب قانونية محتملة.

## تكاملات الطرف الثالث
في حين أن مختبرات الغابة السوداء لا تقدم إمكانية الوصول المباشر إلى نماذجها على موقعها على الويب، فإن نماذج فلكس متاحة على نطاق واسع من خلال منصات خارجية مختلفة للاستخدام الإبداعي والمهني. تتضمن هذه المستودعات على منصات مثل هجينج فيس وربليكيت.

## وصلات خارجية
- الموقع الرسمي
- فلكس models on Hugging Face
- فلكس models on Replicate
- فلكس models on FAL.ai